# Chvalčov
Chvalčov (in tedesco Chwaltschow) è un comune della Repubblica Ceca facente parte del distretto di Kroměříž, nella regione di Zlín.